# Mondegreen
Ne doit pas être confondu avec Hallucination sonore ou illusion auditive.
Un mondegreen ou une hallucination auditive est un son pris pour un autre son. Également désigné comme effet Mondegreen, ce phénomène est particulièrement notable dans les chansons en langues étrangères pour lesquelles on croit reconnaître une parole dans sa langue,. Cet effet Mondegreen peut être utilisé dans un ressort comique.

## Historique
En 1954, la journalise américaine Sylvia Wright (ru) décrit dans un essai publié dans Harper's Magazine une ballade écossaise que lui chantait sa mère dans son enfance « Lady Mondegreen » alors qu'il s'agissait de « laid him on the green », (littéralement « le coucher dans l'herbe »), extrait de The Bonnie Earl o' Moray (en) de Thomas Percy, ancrant dans la culture anglophone le nom de Mondegreen pour le phénomène d'hallucination auditive déjà connu par ailleurs. Sylvia Wright entendait un double meurtre là où il s'agissait d'un meurtre et d'un enterrement. Ce nom a diffusé dans les autres langues.
Ye Highlands and ye Lowlands,

Oh, where hae ye been?

They hae slain the Earl Amurray,

And laid him on the green. / And Lady Mondegreen.
Vous, Highlands et Lawlands,

Oh, où étiez-vous ?

Ils ont tué le comte de Moray

Et l'ont étendu sur la pelouse. / Et Lady Mondegreen.

## Explication du phénomène
Le cerveau humain essaye de donner un sens aux choses qu'il ne comprend pas. S'appuyant sur une parole mal prononcée ou dans une langue mal connue, il tente de se rapprocher de mots qu'il connait, ou de ce qu'il veut bien croire. Ce phénomène est renforcé lorsqu'il est proposé un texte écrit, qui appuie le biais de confirmation.

## Exemples notables

### Dans la chanson
- Dans la chanson Purple Rain de Jimi Hendrix, le chanteur prononce « Scuse me while I kiss the sky » mais beaucoup de gens entendent « Scuse me while I kiss this guy »[2],[5].
- Le DJ israélien Yair Nitzani a cité dans une chanson le titre "Indonezi" en lien avec la chanson In the Navy des Village People que ses clients lui demandaient[réf. nécessaire].
- Le chansonnier Serge Llado intègre des hallucinations auditives pendant une partie de ses spectacles.
- Dans le film La Haine, la chanson Sound of da Police est déformée en « assassin d'la police » et devient un slogan[6],[7]
- Dans la chanson de Creedence Clearwater Revival Bad Moon Rising, la phrase « There's a bad moon on the rise » est comprise ainsi : « There's a bathroom on the right »[2],[8],[9].
- Dans la chanson Lucy in the Sky with Diamonds des Beatles, « The girl with kaleidoscope eyes » devient « The girl with colitis goes by »[10]
- Dans la chanson Orinoco Flow (Sail Away) (1988) d'Enya, le refrain « Sail Away, Sail Away, Sail Away » s'entend « c'est Noël, c'est Noël, c'est Noël »
- Dans la chanson Say My Name des Destiny's Child, le refrain s'entend « c'est Noël, c'est Noël, c'est Noël »
- En français, la chanson La Vie en rose d'Edith Piaf fait l'objet du mondegreen « L'avion rose »[11],[12].

### Dans les jeux vidéos
- Dans Super Mario 64, Mario prononce "So long, King-a Bowser"[13],[14]. Un bad buzz a tourné sur Internet faisant croire qu'il prononçait "So long, gay Bowser". Cette mauvaise interprétation est devenue un mème Internet[15],[16],[17]

### Dans la littérature
- Le livre Le Thé au harem d'Archi Ahmed de Mehdi Charef (adapté en film en 1985 sous le nom Le Thé au harem d'Archimède) est un mondegreen du théorème d'Archimède.